# Thomas McLeod (Seemann)

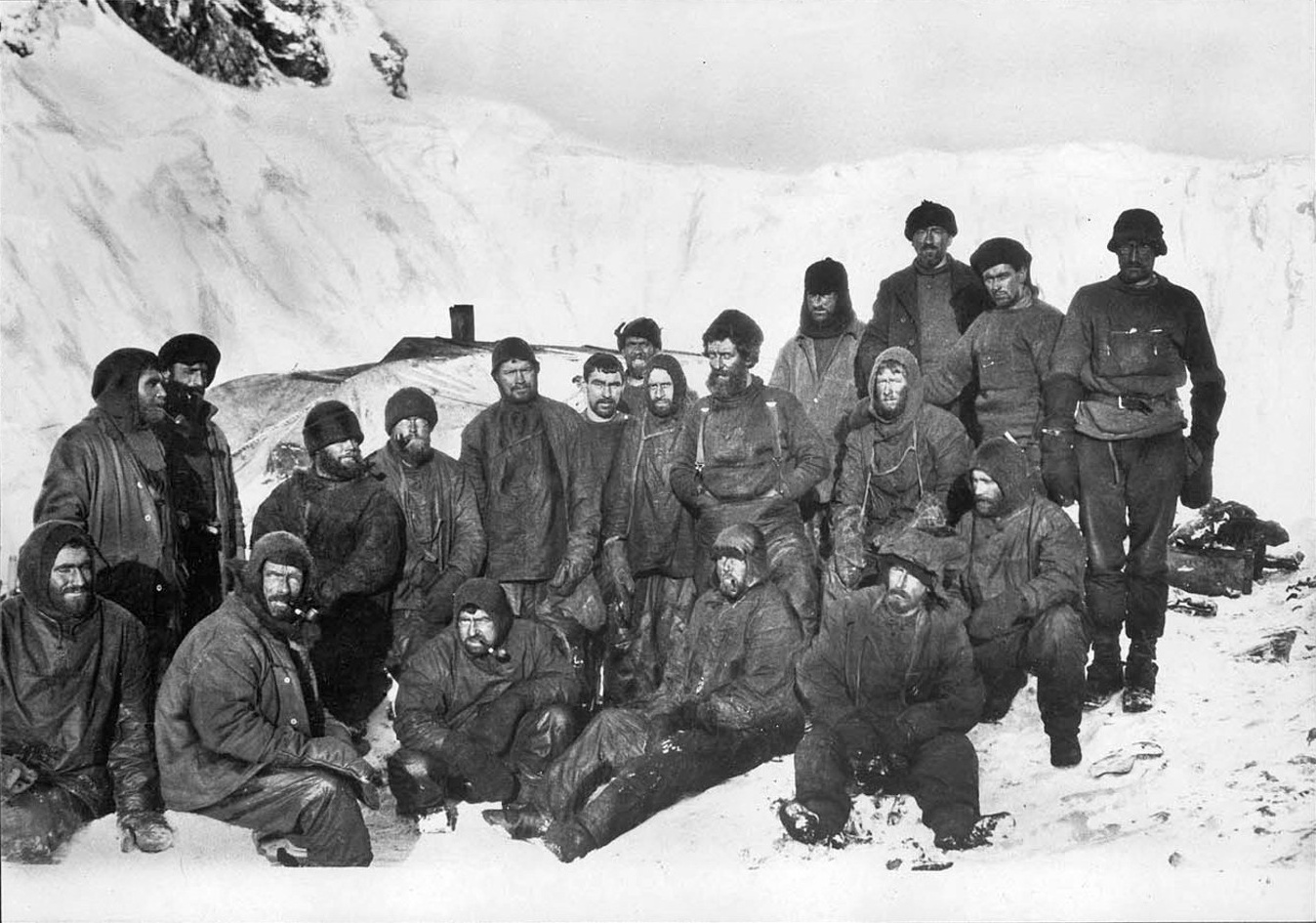
Thomas McLeod (hintere Reihe, Fünfter von rechts) und der Großteil der anderen auf Elephant Island gestrandeten Männer der Endurance-Expedition (1916)

Thomas Frank McLeod (* 3. April 1873 in Glasgow, Schottland; † 16. Dezember 1960 in Kingston, Ontario, Kanada) war ein britischer Seemann, der an der Terra-Nova-Expedition (1910–1913) unter Robert Falcon Scott sowie an der Endurance-Expedition (1914–1917) und der Quest-Expedition (1921–1922) unter Ernest Shackleton teilnahm.

## Leben
McLeod war der uneheliche Sohn einer Bediensteten. Er wuchs im Haus seiner verwitweten Großmutter in Stornoway auf. Im Alter von 13 Jahren ging er zur britischen Handelsmarine. Später diente er im Zweiten Burenkrieg und zog sich dabei eine Handverletzung zu, die ihn danach lange Zeit behinderte. 1910 bewarb sich der arbeitslose McLeod im neuseeländischen Lyttelton erfolgreich um einen Posten als Matrose auf dem Forschungsschiff Terra Nova zu Scotts zweiter Antarktisexpedition. Für seine Verdienste bei der Forschungsreise wurde er mit der silbernen Ausführung der Polar Medal ausgezeichnet.
Zwischenzeitlich arbeitete er für das Natural History Museum in London, bevor er sich 1914 erfolgreich um die Teilnahme an Shackletons zweiter eigener Antarktisexpedition bewarb. Mit inzwischen 41 Jahren war er das älteste Expeditionsmitglied und erhielt den Spitznamen „Old Mac“. McLeod weigerte sich, Pinguinfleisch zu verzehren, weil er glaubte, die Seelen ertrunkener Seemänner lebten in den Vögeln weiter. Als Shackleton nach dem Untergang der Endurance anordnete, den Großteil persönlicher Habe zurückzulassen und selbst eine von Königin Mary ausgehändigte Bibel wegwarf, nahm McLeod das Buch in Besitz, weil er Shackletons Tat für ein böses Omen hielt. Im Anschluss an die Rettung von Elephant Island durch den Schlepper  Yelcho übergab er die Bibel in Punta Arenas an seine Gastgeberfamilie, die sie an die Royal Geographical Society weiterreichte. Nach seiner Rückkehr von der Forschungsreise erhielt er die bronzene Polar Medal.
Im Ersten Weltkrieg diente McLeod auf Minenabwehrfahrzeugen. Er nahm 1921 an Shackletons Quest-Expedition teil und regte nach dem Tod des Expeditionsleiters die Errichtung des Gedenkkreuzes am Hope Point auf der Insel Südgeorgien an. 1923 zog er nach Kanada, wo er als Fischer vor Bell Island arbeitete. Später war er in Kingston als Hausmeister an einer Schule und im Wachdienst einer Mine für den Abbau von Siliciumdioxid tätig. 1928 verhinderte eine verspätete Bewerbung seine Teilnahme an der Byrd Antarctic Expedition (1928–1930). 1947 zog er in Kingston in ein Altersheim, wo er 1960 im Alter von 87 Jahren starb.